# Tomas Morato
Tomas Morato (Xàbia, 3 juli 1887 - Quezon City, 6 maart 1965) was een Filipijns politicus van Spaanse afkomst. Morato was de eerste burgemeester van Quezon City. 

## Biografie
Tomas Morato werd geboren op 3 juli 1887 in Xàbia in het Spaanse Alicante. Zijn vader was een zeeman die tussen Spanje en Filipijnen voer en die vaak het kustplaatsje Calauag in de provincie Tayabas (nadien hernoemd naar Quezon) aandeed en daar besloot te blijven. Morato studeerde in de Filipijnen en behaalde er zijn ingenieursdiploma. Hij had inmiddels ook de Filipijnse nationaliteit verkregen als gevolg van het verdrag van Parijs waarin bepaald was dat Spanjaarden die in de Filipijnen verkozen te blijven de Filipijnse nationaliteit konden krijgen. Morato was actief in de houthandel tot hij door zijn goede vriend en president van de Filipijnen Manuel Quezon werd overgehaald om de politiek in te gaan.
Hij werd tweemaal gekozen tot burgemeester van Calauag en bekleedde deze functie van 1934 tot 1939. In 1939 werd Morato door president Quezon benoemd tot burgemeester van Quezon City. Hij was daarmee de eerste burgemeester van deze nieuwe stad, vernoemd naar de Filipijnse president. Bij het begin van de Tweede Wereldoorlog in Azië in 1941 werd Morato, die reservist was, majoor in de Philippine Constabulary. Zijn termijn als burgemeester van de stad kwam ten einde in juli 1942 toen de Japanners binnengevallen waren en hij gearresteerd werd. Na zijn vrijlating was hij actief in de guerrillabeweging in de provincie Tayabas. Na de oorlog werd Morato tijdens de eerste verkiezingen in een onafhankelijk Filipijnen gekozen tot lid van het Filipijns Huis van Afgevaardigden namens het 1e kiesdistrict van de provincie Tayabas. Zijn termijn in het Huis eindigde in 1949.
Morato overleed in 1965 op 77-jarige leeftijd. Hij werd begraven op Manila North Cemetery. De Tomas Morato Avenue in Quezon City werd in 1966 naar hem vernoemd.